# Copa Eusébio 2015
La Copa Eusébio del 2015 fue la VIII edición del torneo amistoso. Se disputó en un partido único el 2 de agosto de 2015, en la inauguración del Estadio BBVA Bancomer de la ciudad de Guadalupe, Nuevo León. Esta edición se enfrentó el S. L. Benfica y el C.F. Monterrey, con victoria de los rayados por 3 a 0.